# Revista Literatura y Arte "1903-1906" Medellin, Colombia
Lectura y Arte fue una revista ilustrada publicada entre 1903 y 1906 reconocida como una de las primeras y más bellas publicaciones enfocadas a la cultura en Antioquia, junto a publicaciones seriadas como El Repertorio Ilustrado, El Montañés y La Miscelánea. Desde su primera aparición en julio de 1903 hasta su suspensión en febrero de 1906, cuenta con un total de 12 números. Fue fundada por Francisco Antonio Cano, Marco Tobón Mejía, Enrique Vidal y Antonio J. Cano tras los esfuerzos de Francisco Cano por un despertar del interés de la región por la cultura y el arte. La revista se caracterizó como un medio "de naturaleza artística y literaria" con un marcado perfil nacional y una aspiración global. En sus páginas, diversas técnicas gráficas —grabado, caricatura, serigrafía, acuarela y óleo— fueron fusionadas por artistas de renombre en Antioquia. Además de desempeñar roles en la junta directiva, Antonio J. Cano y Enrique Vidal contribuyeron con portadas, motivos decorativos, cuadros e ilustraciones que enriquecieron cada presentación. 

### Historia
El surgimiento de Lectura y Arte coincide con un periodo de auge cultural en Antioquia, a finales del siglo XIX y principios del XX entre el año 1901 y 1910.  
Francisco A. Cano había regresado a Colombia en 1901, tras estudios en las academias Julian y Colarossi, y la escuela de Bellas Artes de París, en donde recibió clases del propio Claude Monet. Con esta preparación y esperanzas de revivir el panorama intelectual y artístico de la región, Cano reabre su taller de arte y ofrece, a través de la prensa de Medellín, clases de dibujo a $25.00 la hora. Este es el antecedente del Instituto de Bellas Artes de Medellín, responsable de la primera generación de artistas profesionales del departamento de Antioquia. 
A pesar de la difícil situación social y económica que enfrentaba el país por aquel entonces, consecuencia de la guerra de los Mil Días, y en medio de grandes esfuerzos por deshacerse de la imagen de “centro de negocios” que tenía Medellín, la joven Sociedad de Mejoras Públicas lleva a cabo una serie de proyectos de embellecimiento de la ciudad, de los cuales surgió, en cabeza de Luis de Greiff y Ricardo Olano, el Centro Artístico (1904). Este era un espacio que apoyaba el desarrollo de actividades y reuniones que propiciarían el progreso literario y artístico de la ciudad. Francisco Antonio Cano, Marco Tobón Mejía, Enrique Vidal y Antonio J. Cano, fundadores de la revista, fueron parte de esta iniciativa y recibieron apoyo de sus miembros en el desarrollo de Lectura y Arte.

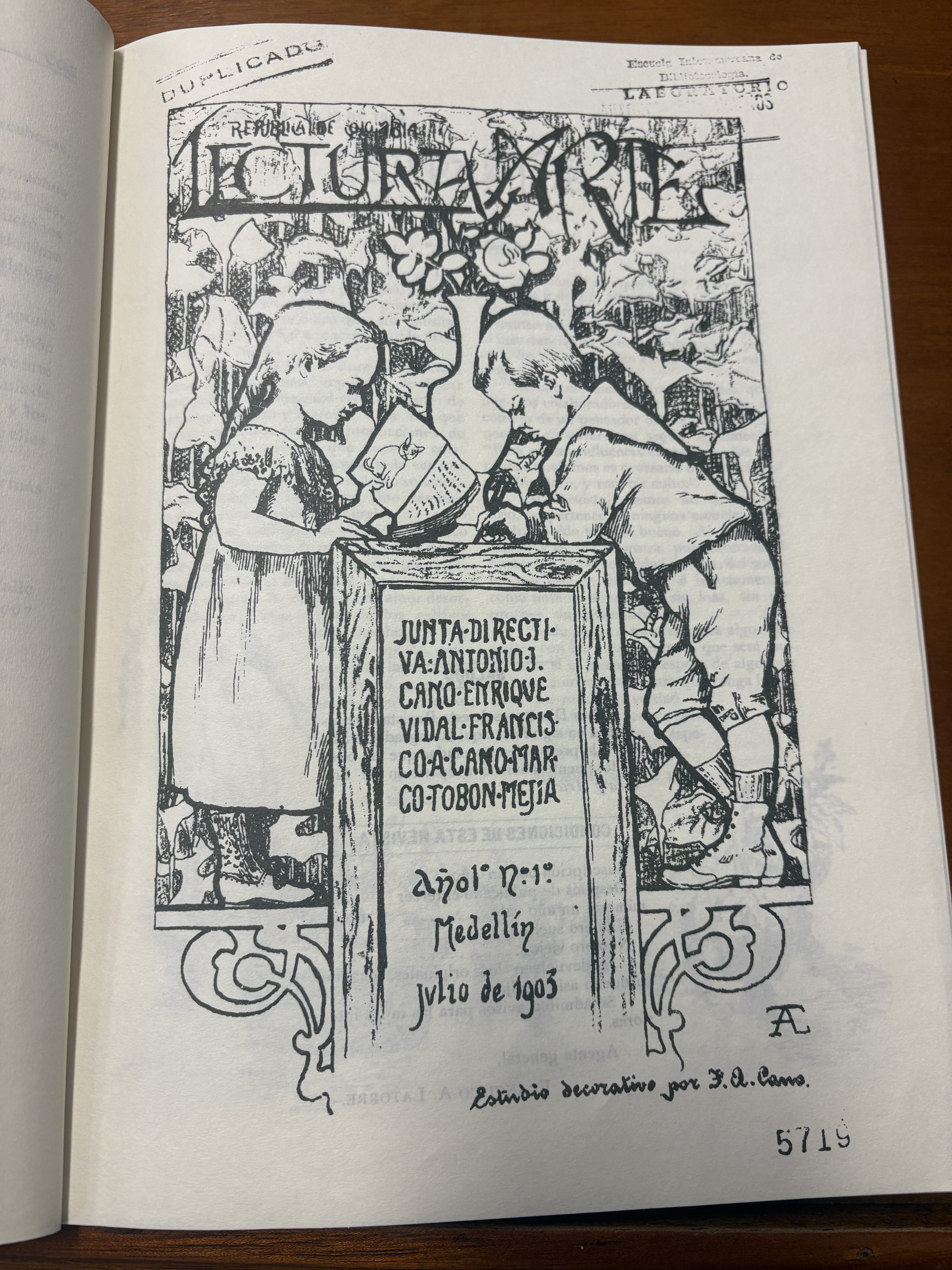
Fotografía tomada en la Biblioteca Nacional de Colombia de la portada realizada por Francisco Cano del primer número de la revista Lectura y arte.

Según Cano, Marco Tobón convenció tres de sus amigos de fundar una revista artística, lo que les llevó a la creación de Lectura y Arte. Además de los colaboradores encargados de la escritura, Marco Tobón y Francisco Cano realizaban las ilustraciones. 
La revista destacó por la variedad del contenido artístico de sus páginas, sin limitarse a la literatura, llenaron sus páginas de bellos grabados. Usaron un sistema de piedras litográficas, grabadas por Cano, Tobón Mejía y Enrique Vidal. El resultado: tricomías y reproducciones de gran calidad, dibujos, viñetas, caricaturas. La litografía les permitía ilustrar a color, a diferencia de predecesores como El Montañés, que empleaban el fotograbado. En cuanto al estilo de las ilustraciones, destaca la influencia del Art Noveau en las viñetas de Tobón Mejía, y del modernismo en algunas de las carátulas realizadas por Francisco Cano.
En el primer número publicado de Lectura y Arte, se denomina a sí misma como un periódico, aunque más adelante se asumiría como revista plenamente. La tarea que se proponía esta publicación mensual era “de carácter artístico y literario, á la vez que campo adecuado para las producciones de interés patrio universal que nuestros colaboradores quieran confiarnos”. También dejan clara las dificultades la empresa, y lo repetirán en ocasiones posteriores, durante el desarrollo y después de la suspensión de la revista, mencionando los escasos 12 números que salieron de la revista en esos tres años. 
Además de títulos como “El Repertorio Ilustrado” y “El Montañés”, aportó a ampliar el abanico de publicaciones ilustradas en la región.

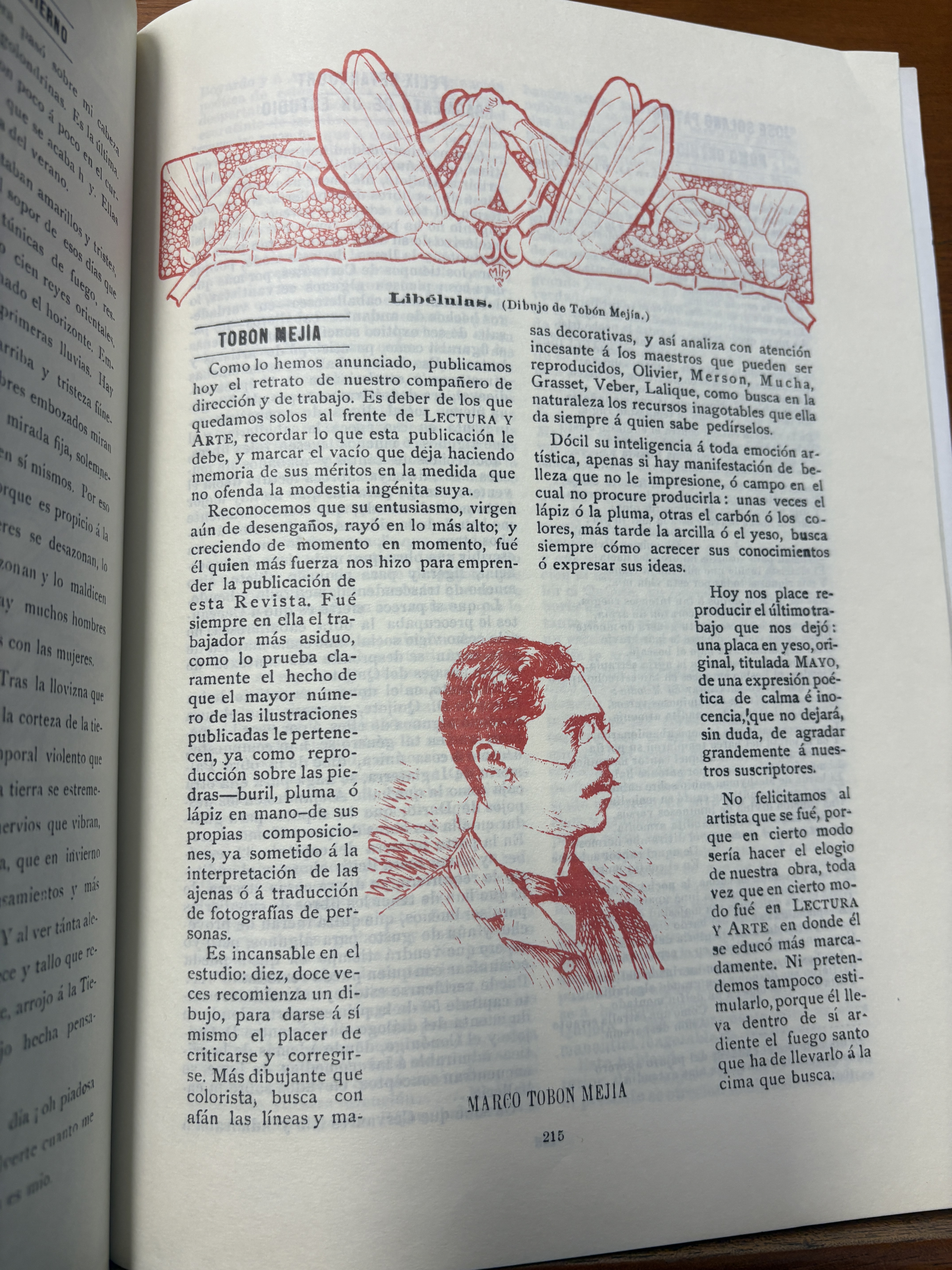
Fotografía tomada en la Biblioteca Nacional de Colombia de una de las páginas de Lectura y Arte, donde se aprecia el retrato de uno de sus fundadores, Marco Tobón Mejía

### Fundadores y colaboradores
Fundadores
- Francisco Antonio Cano (fundador y miembro de la junta directiva)  
- Marco Tobón Mejía (Artista, fundador y miembro de la junta directiva)  
- Antonio Jesus Cano (fundador, artista plástico; portadas y estudios decorativos)  
- Enrique Vidal (fundador, artista plástico; cuadros e ilustraciones)
Colaboradores
Entre sus demás colaboradores, encontramos a: Carlos E. Restrepo, Jorge de la Cruz, Pacho Rendón, Enrique W. Fernandez, Ángel María Castell, Andrés Santamaria, Gabriel Latorre, Efe Gómez, José Velásquez García, Gonzalo Vidal, José Nogales, Clodomiro Castilla, Manuel Machado, Alfonso Castro, Alonso Robledo Villa, Julio de Francisco, Dimitri de Merejkowsky, José Solano Patiño, Antonio José Montoya.

### Impacto y legado
La difusión de "Lectura y Arte" promovió el interés por los periodismos ilustrados y estableció los cimientos para la formación de un público lector en Antioquia. Miguel Escobar Calle, quién escribe en 1997 la introducción a una de las reediciones semifacsimilares de Literatura y Arte, la llama "la primera y más bella revista de arte que se publicó en Colombia a principios del siglo". 

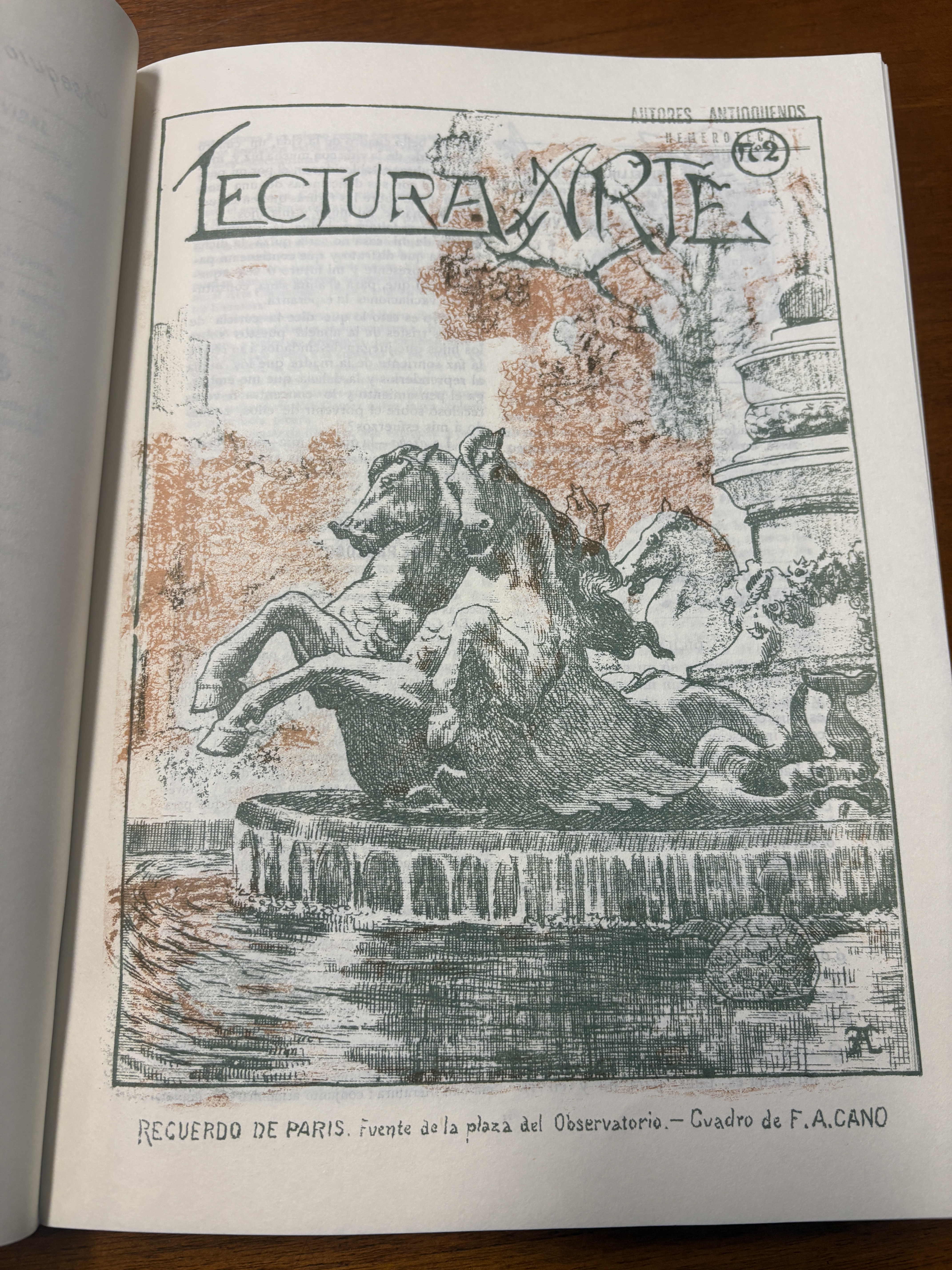
Fotografía tomada en la Biblioteca Nacional de Colombia de la portada realizada por Francisco Cano del segundo número de la revista Lectura y arte.

Sin duda, el impacto de los esfuerzos de este grupo de intelectuales colombianos, a la par de muchos otros que al tiempo emprendían la creación de un gran número de publicaciones seriadas a inicios del siglo XX, llevó a la transformación del interés por la ciudad de Medellín más allá de su imagen comercial y mercantilista, y la convirtió en un lugar de reunión de afinidades intelectuales, artísticas y culturales de la región. 
Además, todos los acontecimientos que rodearon el patrocinio de los estudios de Francisco Cano en Europa y su posterior vuelta al país con una perspectiva "civilizadora" del arte y sobre todo un posicionamiento en alto del cultivo de las artes como respuesta de esperanza ante las crisis sociales, trascendieron más allá de su enriquecimiento personal. De cierta forma, Francisco Cano, la fundación del Instituto de Bellas Artes de Medellín, los artistas que en este contexto se formaron académica y profesionalmente, la aparición de un sinnúmero de revistas o periódicos ilustrados tras estos eventos, dan cuenta del efecto transformador de las ideas de los hombres responsables de la creación de esta revista.
En su último número, en 1906, Lectura y Arte anuncia la aparición de una nueva revista literaria que se titularía Alpha. Con Ricardo Olano en la gerencia, y figuras como Mariano Ospina, Luis de Greiff y Antonio J. Cano en la junta directiva, esta revista llegaría también a tener una gran acogida y relevancia en el panorama de la cultura letrada en Antioquia.
Su impacto se mantuvo en las futuras generaciones de publicaciones culturales de la región.